# Єрґ Шмалль
Єрґ Шмалль (нім. Jörg Schmall, 27 січня 1943) — західнонімецький яхтсмен.
Бронзовий призер Олімпійських Ігор 1976 року в класі Торнадо.